# A27 (Kasachstan)
Die A27 ist eine Fernstraße in Kasachstan im Westen des Landes. Die Straße ist eine Ost-West-Route von Aqtöbe nach Atyrau bis zur Grenze nach Russland.

## Straßenbeschreibung
Die A27 beginnt in der Stadt Aqtöbe an der M32 und endet an der Grenze zu Russland, wo die Straße nach Astrachan weiterführt. Sie ist daher die zweite Hauptstraße im Westen Kasachstans nach der M32. Die A27 verläuft durch Qandyaghasch und Atyrau-Stadt, entlang der nördlichen Seite des Kaspischen Meeres. Die A27 kreuzt mehrere andere A-Straßen auf der Strecke. Vor allem die A28 in Atyrau ist wichtig. Die Landschaft entlang der A27 ist in der Regel flach mit Wüste und Steppe. Rund um Atyrau ist die A27 etwa 28 Meter unter dem Meeresspiegel. Der letzte Teil vor der russischen Grenze verläuft durch Feuchtgebiet mit Sandbänken. Auf der russischen Seite führt die A340 nach Astrachan weiter, das ca. 60 Kilometer von der Grenze entfernt liegt.

## Geschichte
Die A27 im Jahr 2011 umnummeriert wurden und ersetzt die A340, die aus Zeiten der Sowjetunion stammt. Die A27 verläuft auf zwei Kontinenten und zwar Asien und Europa. Die Stadt Atyrau liegt an der Grenze beider Kontinente und der Fluss Ural bildet die Grenze.